# Resistance (bài hát)
"Resistance" là một ca khúc của ban nhạc alternative rock người Anh Muse, được phát hành từ album phòng thu thứ năm của nhóm The Resistance, do giọng ca chính kiêm nghệ sĩ chơi ghita và piano Matthew Bellamy sáng tác. Đây là đĩa đơn thứ ba được phát hành từ album vào ngày 22 tháng 10 năm 2010. Ca khúc có một số mối liên hệ đến tiểu thuyết "1984" của George Orwell. Tháng 2 năm 2010, một hình ảnh câu đố của hình minh họa "Resistance" được đăng tải trên trang Facebook chính thức của Muse. Dòng giới thiệu của bài hát được sử dụng trong tập phim cuối cùng của chương trình BBC Silent Witness và làm nhạc quảng cáo cho một tập phim của Human Target, đồng thời được phát hành làm đoạn nhạc tải về cho video game Guitar Hero: Warriors of Rock. Tại lễ trao giải Grammy lần thứ 53, "Resistance" nhận được hai đề cử cho hạng mục Trình diễn song ca hoặc nhóm nhạc giọng rock xuất sắc nhất và Bài hát rock hay nhất.

## Sản xuất và sáng tác
"Resistance" mở đầu với tiếng piano và trống, đồng thời có cả một điệp khúc mang âm hưởng của Queen. Bài hát được tạp chí NME miêu tả giống như có "tiếng trống thổ dân và một giai điệu piano theo phong cách của Starlight".
Trong số mới nhất của tờ Spin đăng vào tháng 9 năm 2009, Matt nói: "Ca khúc 'Resistance' chủ yếu dựa trên một bản kể lại về mối quan hệ giữa Winston và Julia", liên quan tới hai nhân vật chính trong cuốn tiểu thuyết 1984 của George Orwell. Những đoạn keyboard kì lạ trong điệp khúc của bài hát cũng bao gồm cả Ondes Martenot, một loại synthesizer ban đầu được tay ghita của Radiohead Jonny Greenwood sử dụng, cũng như từng được chiếu trên "The Making of The Resistance". Matt phát biểu trên tờ Spin: "Ca khúc này bắt đầu giống như một phần mở rộng của 'Map of the Problematique', với một chút ảnh hưởng từ The Police. Nó phần lớn dựa trên cuốn sách '1984' của George Orwell, đặc biệt là mối tình giữa Winston và Julia, sự miêu tả về hành vi tình dục và tình yêu giống như một thứ gì đó mang tính chính trị, nơi duy nhất dâng hiến sự tự do từ Big Brother. Bài hát còn nói về tình yêu vượt qua những ranh giới như tôn giáo hoặc tín ngưỡng chính trị mạnh mẽ và sự nhìn nhận sau này về tầm ít quan trọng và sự chia rẽ của những đức tin như thế."
| “                                                     | Tôi đọc lại cuốn sách '1984' của George Orwell và bị xúc động bởi câu chuyện tình yêu, nó là một tấm bi kịch. Ca từ của bài hát "Resistance" cũng bị ảnh hưởng bởi câu chuyện tình yêu này. | ” |
| — Matthew Bellamy, phỏng vấn cho tờ dailyrecord.co.uk | |   |

## Phát hành và đón nhận
"Resistance" là đĩa đơn thứ ba được phát hành từ album sau "Uprising" và "Undisclosed Desires" vào ngày 22 tháng 10 năm 2010. Tháng 2 năm 2010, Muse cho đăng tải một hình ảnh câu đố của hình minh họa "Resistance" trên trang Facebook chính thức của nhóm. Bài hát mặt B của đĩa đơn này là "Popcorn" được thu âm trực tiếp trên kênh truyền hình "Taratata" của Pháp ngày 21 tháng 10 năm 2009. "Resistance" được phát hành chính thức tại Vương quốc Anh ngày 22 tháng 2 năm 2010, sau đó được phát hành trên Amazon.com với giá 9.34 bảng Anh. Ca khúc cũng được phát hành làm đoạn nhạc tải về cho video game Guitar Hero: Warriors of Rock. Bài hát đã đạt vị trí thứ 38 trên bảng xếp hạng UK Singles Chart vào ngày 6 tháng 3 năm 2010, đồng thời chiếm giữ vị trí quán quân trên UK Rock Chart ngày 28 tháng 2 năm 2010. Đĩa đơn cũng đoạt vị trí quán quân trên Billboard Alternative Songs và xếp thứ 7 trên bảng xếp hạng Billboard Rock Songs.
"Resistance" đã nhận được nhiều phản hồi tích cực từ giới phê bình âm nhạc. Trong một bài viết đánh giá của NME về album The Resistance, Ben Patashnik viết, "'Tình yêu là sự kháng cự của chúng ta' đến 'Resistance' và thông điệp vĩnh cửu rằng mối tình bị ngăn cấm này sẽ chống lại những xung đột, thậm chí trong cả ngày tận thế, sau đó giành chiến thắng. Tình trạng kiểm soát chủ đạo dần mệt mỏi nhanh chóng, với tất cả những câu chuyện vô lý về Cảnh sát tưởng tượng cũng như vậy, nhưng mối liên hệ đến 'tia sét chỉ đường của tôi' gợi ý rằng đằng sau những hành động âm nhạc điên rồ chỉ là một chàng trai đang yêu với một người phụ nữ xinh đẹp." Trong một bài phê bình khác, Pitchfork nhận định, "Bellamy đang liên tục tung ra những ca từ tập trung lời kêu gọi cùng với sự sẵn sàng như 'chúng ta sẽ giành thắng lợi' và 'họ sẽ không ngừng làm suy sụp chúng ta'." Estella Hung của PopMatters nhận xét về bài hát, "Trong 'Resistance' và 'Guilding Lights', Bellamy bắt chước một cách khó hiểu cách hát cao-tới-thủng-phổi thương hiệu của Gerard Way trong khi lại không sử dụng những tiếng riff ghita chói lọi với tất cả những nét cường điệu đau thương của Twilight."
Trong lễ trao Giải Grammy lần thứ 53, "Resistance" nhận được hai đề cử cho hạng mục Trình diễn song ca hoặc nhóm nhạc giọng rock xuất sắc nhất và Bài hát rock hay nhất, nhưng lần lượt thất bại trước "Tighten Up" của The Black Keys và "Angry World" của Neil Young.

## Video âm nhạc

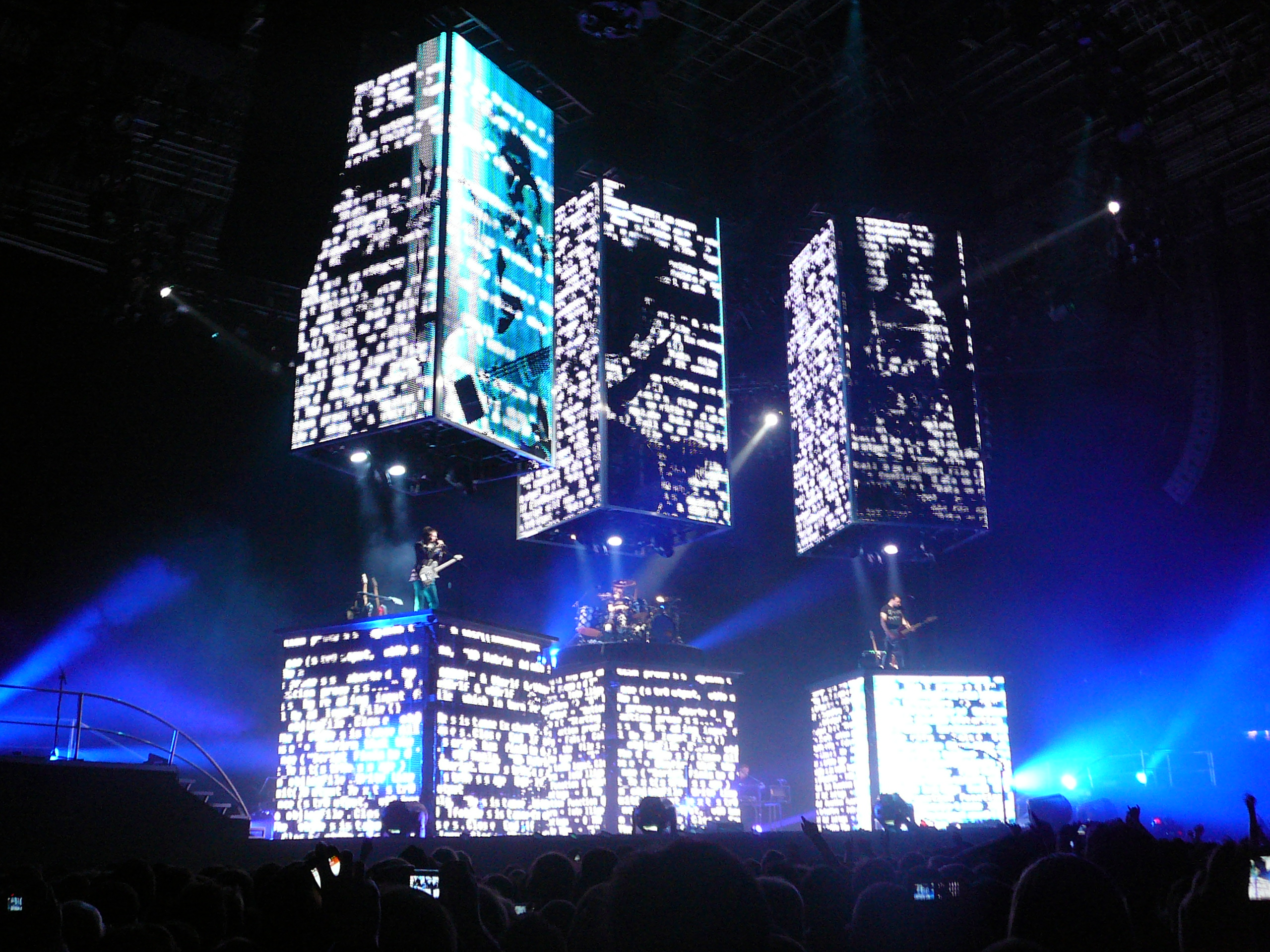
Muse biểu diễn Resistance tại Birmingham NIA.

Video âm nhạc của "Resistance" là một tổng hợp các trích đoạn ngắn từ những buổi lưu diễn của Muse trong The Resistance Tour. Các địa điểm được xuất hiện trong video bao gồm Palacio de los Deportes (Madrid-Tây Ban Nha) và Birmingham NIA (Birmingham-Vương quốc Anh).
Mở đầu đoạn video là hình ảnh những người hâm mộ đứng xếp hàng bên ngoài các sân vận động để chờ vé vào xem buổi diễn của Muse. Họ háo hức chạy vào sân để chứng kiến ban nhạc biểu diễn. Đoạn nhạc dạo riff piano của Matthew Bellamy bắt đầu, tiếng trống đập liên hồi của Dominic Howard vang lên và đoạn video hiện lên những cột ánh sáng lớn trên sân khấu cùng với sự cuồng nhiệt của khán giả. Xen giữa những lời hát của Matt là các trích đoạn trong những buổi lưu diễn của The Resistance Tour. Khi Matt ngân dài câu hát "We Must Run..." (chúng ta phải chạy trốn), phía dưới sân khấu xuất hiện những quả bóng trắng lớn trên tay những người hâm mộ. Cuối đoạn video là hình ảnh quảng cáo của ban nhạc cho đĩa đơn "Resistance" phát hành ngày 22 tháng 10 dưới định dạng CD, 7" và tải kĩ thuật số.
Video âm nhạc ra mắt ngày 14 tháng 1 năm 2010 và được Muse đăng tải trên trang Youtube của nhóm ngày 10 tháng 2 năm 2010. Video do Wayne Isham đạo diễn. James Montgomery của MTV nhận xét về video: "'Resistance' giống như mua một chiếc vé vào chương trình biểu diễn trực tiếp của Muse, chỉ không có phụ phí của những chiếc vé Ticketmaster khó chịu. Không đề cập đến nó là một "video trực tiếp" cổ điển đẹp mắt, chiếm được sức ép của đám đông - những cuộc chạy nước rút quay chậm vượt qua chướng ngại vật và đúng là một hành động tàn ác trong bối cảnh của ban nhạc." Video âm nhạc còn lọt vào danh sách top 40 video của năm do VH1 bình chọn.

## Thành viên thực hiện
Muse
- Matthew Bellamy - hát chính, ghita chính, piano, keyboards, synthesizers, nhà sản xuất
- Christopher Wolstenholme - hát đệm, ghita đệm, nhà sản xuất
- Dominic Howard - tay trống, nhạc cụ, hát đệm, nhà sản xuất

Các nhạc sĩ hỗ trợ và thành viên khác
- Ted Jensen - chuyên viên thâu âm
- Mark "Spike" Stent - phối nhạc
- Dàn nhạc giao hưởng Edodea Ensemble do Audrey Riley và Nhạc trưởng Edoardo de Angelis chỉ huy.
- La Boca – thiết kế hình minh họa
- Des Broadbery - hỗ trợ kĩ thuật và hậu cần
- Wayne Isham - đạo diễn video âm nhạc
- Danny Clinch - quay phim

## Định dạng bài hát
| Đĩa CD           | Đĩa CD                                  | Đĩa CD           | Đĩa CD     |
| STT              | Nhan đề                                 | Sáng tác         | Thời lượng |
| ---------------- | --------------------------------------- | ---------------- | ---------- |
| 1.               | "Resistance"                            | Matthew Bellamy  | 5:46       |
| 2.               | "Prague" (bản cover của Mega City Four) | Darren Brown     | 3:36       |
| Tổng thời lượng: | Tổng thời lượng:                        | Tổng thời lượng: | 9:22       |

| 7" vinyl         | 7" vinyl                                   | 7" vinyl         | 7" vinyl   |
| STT              | Nhan đề                                    | Sáng tác         | Thời lượng |
| ---------------- | ------------------------------------------ | ---------------- | ---------- |
| 1.               | "Resistance"                               | Bellamy          | 5:46       |
| 2.               | "Popcorn" (bản cover của Gershon Kingsley) | Gershon Kingsley | 2:25       |
| Tổng thời lượng: | Tổng thời lượng:                           | Tổng thời lượng: | 8:11       |

| Tải kĩ thuật số  | Tải kĩ thuật số                     | Tải kĩ thuật số  | Tải kĩ thuật số |
| STT              | Nhan đề                             | Sáng tác         | Thời lượng      |
| ---------------- | ----------------------------------- | ---------------- | --------------- |
| 1.               | "Resistance"                        | Bellamy          | 5:46            |
| 2.               | "Resistance" (hiệu đỉnh radio)      | Bellamy          | 3:55            |
| 3.               | "Resistance" (bản remix của Tiësto) | Bellamy          | 8:10            |
| Tổng thời lượng: | Tổng thời lượng:                    | Tổng thời lượng: | 17:51           |

| Tải "mặt B bundle" | Tải "mặt B bundle"                         | Tải "mặt B bundle" | Tải "mặt B bundle" |
| STT                | Nhan đề                                    | Sáng tác           | Thời lượng         |
| ------------------ | ------------------------------------------ | ------------------ | ------------------ |
| 1.                 | "Resistance" (bản remix của Tiësto)        | Bellamy            | 8:10               |
| 2.                 | "Popcorn" (bản cover của Gershon Kingsley) | Kingsley           | 2:25               |
| 3.                 | "Prague" (bản cover của Mega City Four)    | Brown              | 3:36               |
| Tổng thời lượng:   | Tổng thời lượng:                           | Tổng thời lượng:   | 14:51              |

## Xếp hạng bài hát
| Xếp hạng (2010)                                      | Vị trí cao nhất |
| ---------------------------------------------------- | --------------- |
| Úc (ARIA)                                            | 72              |
| Bỉ (Ultratip Flanders)                               | 10              |
| Bỉ (Ultratip Wallonia)                               | 5               |
| Canada (Canadian Hot 100)                            | 91              |
| Hà Lan (DutchTipparade)                              | 51              |
| Scotland (OCC)                                       | 33              |
| Anh Quốc (UK Singles Chart)                          | 38              |
| Anh Quốc (UK Rock Chart)                             | 1               |
| Hoa Kỳ (US Billboard Bubbling Under Hot 100 Singles) | 14              |
| Hoa Kỳ (US Billboard Rock Songs)                     | 7               |
| Hoa Kỳ US (Billboard Alternative Songs)              | 1               |